# Fraterno
El ejercicio combinado Fraterno es un adiestramiento de operaciones de defensa antisubmarina, aérea y en superficie y en simulación de situaciones de conflicto, operando bajo mandato de las Naciones Unidas, que se realiza en forma anual desde 1978 entre las armadas de Argentina y Brasil. Los participantes aprovechan estas maniobras para consolidar sus buenas relaciones y salvaguardar la vida humana en el mar.

## Fraterno XVII-1997
- Armada Argentina: destructor ARA Sarandí (D-13) y corbeta ARA Guerrico (P-32).
- Marina de Brasil: buque logístico Almirante Gastão Motta (G23), destructor Paraiba (D28), fragata Dodsworth (F47) y corbeta Inhaúma (V30).

## Fraterno XXIII-2004
- Armada Argentina: destructor ARA Sarandí (D-13), corbeta ARA Spiro (P-43) y submarino ARA Santa Cruz (S-41).
- Marina de Brasil: fragatas Defensora (F41) y Rademaker (F49), y submarino Tapajó (S33).

### Incidentes
- El destructor Sarandí abrió fuego por error contra la fragata Rademaker, provocando cinco heridos a bordo de esta, los cuales fueron evacuados en helicópteros.[1]

## Fraterno XXIV-2005
- Armada Argentina: destructor ARA Almirante Brown (D-10), corbeta ARA Robinson (P-45) y submarino ARA Santa Cruz (S-41), más un helicóptero Fennec y un Alouette III.
- Marina de Brasil: buque de desembarco Ceará (G30) (con vehículos anfibios a bordo y personal de Batalhão de Operações Especiais de Fuzileiros Navais), fragata Defensora (F41), y submarino Tapajó (S33), más helicópteros Super Puma y Sea Lynx.

## Fraterno XXV-2006
- Armada Argentina: buque logístico ARA Patagonia (B-1), destructor ARA La Argentina (D-11), corbetas ARA Parker (P-44) y ARA Gómez Roca (P-46), transporte rápido multipropósito ARA Hércules (B-52), aviso ARA Teniente Olivieri (A-2), buque multipropósito ARA Punta Alta (Q-63) y submarino ARA Salta (S-31), más helicópteros Fennec, Alouette III, Sea King y UH-1H, y aviones Aermacchi MB-326, TurboTracker y Super Étendard.
- Marina de Brasil: buque de desembarco Ceará (G30), fragatas Constituição (F42) y Rademaker (F49), y submarino Tamoio (S31), más tropas de desembarco.

## Fraterno XXVII-2008
- Armada Argentina: buque logístico ARA Patagonia (B-1), destructor ARA Heroína (D-12), corbeta ARA Spiro (P-43) y submarino ARA Salta (S-31).
- Marina de Brasil: buque de desembarco Río de Janeiro (G31), fragatas Bosísio (F48) y Rademaker (F49), corbetas Inhaúma (V30) y Frontin (V33), y submarino Tupi (S30).

## Fraterno XXVIII-2010
- Armada Argentina: buque logístico ARA Patagonia (B-1), destructor ARA Sarandí (D-13) y corbeta ARA Robinson (P-45), más un helicóptero Fennec y un Alouette III.
- Marina de Brasil: buque logístico Almirante Gastão Motta (G23), fragata Constituição (F42), corbeta Jaceguai (V31), patrullero Benevente (P-61), buque auxiliar Tritão (R-21) y submarino Tikuna (S34), más un avión de patrulla marítima Bandeirante, un helicóptero Sea Lynx y un AS-350 Esquilo.

## Fraterno XXIX-2011
- Armada Argentina: destructores ARA Almirante Brown (D-10) y ARA Sarandí (D-13), corbetas ARA Parker (P-44) y ARA Robinson (P-45), más un helicóptero Fennec, un P-3 Orion y un Beechcraft B200 Cormorán.
- Marina de Brasil: buque logístico Almirante Gastão Motta (G23), fragatas Niterói (F40) y Bosísio (F48) y submarino Tikuna (S34), más un helicóptero Sea Lynx y un AS-350 Esquilo.

### Incidencias
- Un tripulante de la fragata Niterói sufrió una afección cardíaca y fue evacuado a un hospital de Mar del Plata por un helicóptero Lynx, haciendo escala en el destructor Almirante Brown para llevar consigo un piloto argentino con conocimientos de aterrizaje en el aeropuerto de dicha ciudad.
- Técnicos de la Armada Argentina colaboraron en la reparación de una avería en una unidad de la Marina de Brasil.[2]